# 多纹条鳅
多纹条鳅（学名：Nemacheilus polytaenia）为鳅科条鳅属的鱼类。在中国，分布于伊洛瓦底江水系、龙川江上游等。该物种的模式产地在腾冲县明光的龙川江上游。

## 扩展阅读
維基物種上的相關：多纹条鳅